# Gibson Thunderbird
Gibson Thunderbird je elektrická basová kytara od firmy Gibson Guitar Corporation, představená v roce 1963. Hráli na ní například Krist Novoselic z Nirvany, Josh Reedy z DecembeRadio, John Entwistle z The Who a nebo třeba Shavo Odadjian ze System of a down.
V době jejího uvedení na trh byla jedničkou ve výrobě basových kytar firma Fender Musical Instruments Corporation, která se na špici usadila v roce 1952 po uvedení basovky Fender Precision Bass.
Je zajímavé, že autorem designu kytary Thunderbird je automobilový návrhář Raymond H. Dietrich, který spolupracoval s automobilkami Chrysler a Lincoln. Dietrich je též autorem designu kytary Gibson Firebird, která se Thunderbirdu podobá tvarem, konstrukcí a jménem.